# Vemasse (Fluss)
Der Vemasse ist ein Fluss im Westen des osttimoresischen Gemeinde Baucau. Er durchfließt den Großteil des Verwaltungsamts Vemasse.

## Verlauf

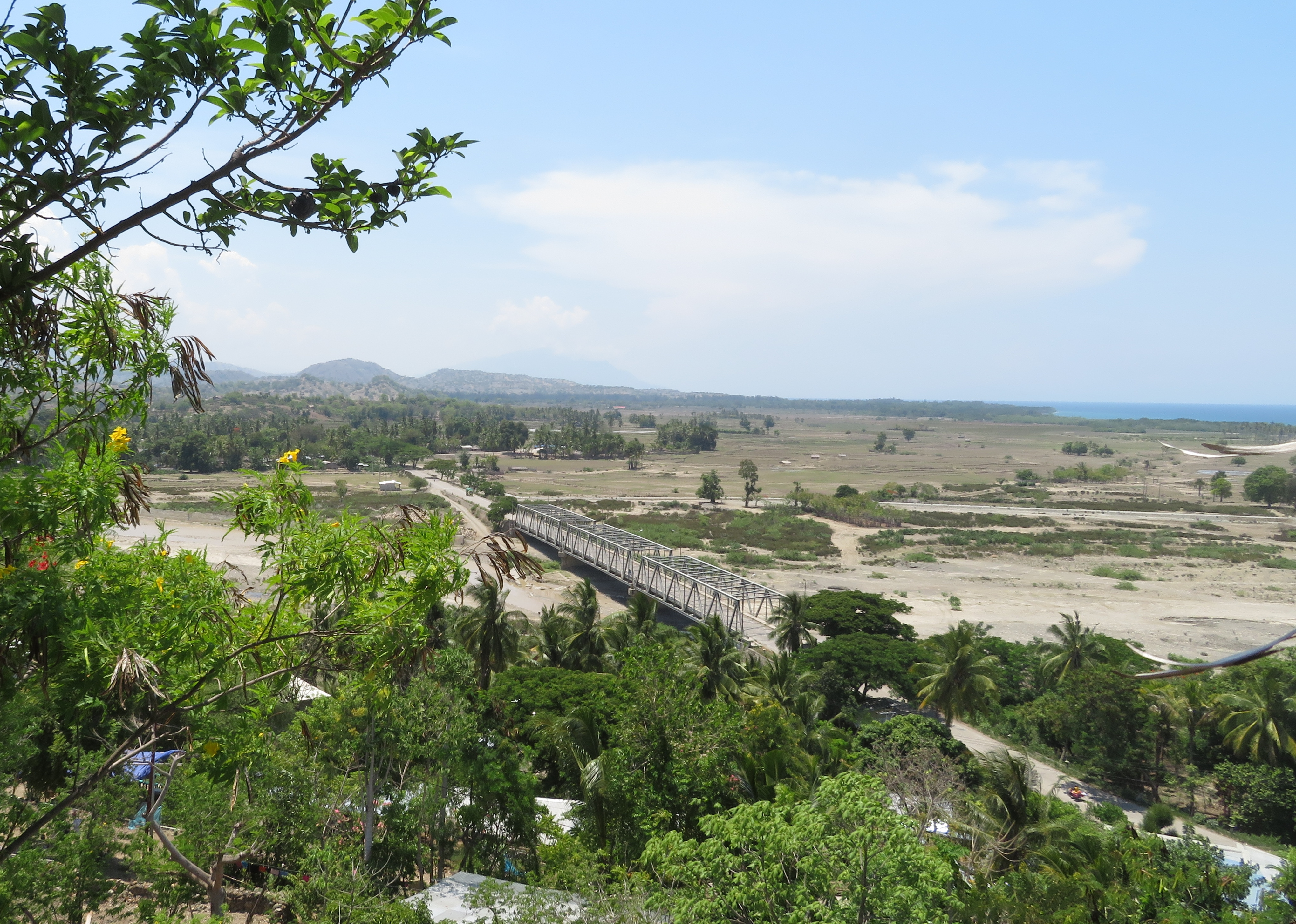
Brücke über den Fluss beim Ort Vemasse

Der Vemasse entspringt im Suco Baha Mori westlich des Ortes Lia-Oli (Verwaltungsamt Venilale). Er fließt nach Westen in den Suco Loilubo (Verwaltungsamt Vemasse). An der Grenze zum Suco Ossouala mündet der aus Fatulia kommende Suni in den Vemasse. Aus Loilubo kommend mündet der Cuho in den Vemasse. Während er Ossouala durchquert, mündet der im Suco entspringende Dau in den Vemasse. Weiter Richtung Westen bildet der Vemasse die Grenze zwischen den Sucos Caicua und Ossouala, dann zwischen Osouala und dem Suco Vemasse, bevor er endgültig nach Vemasse fließt. Nach der Einmündung des Bohodani, der im Suco entspringt, schwenkt der Fluss Vemasse nach Norden. Von Osten kommt der Bucaloli, der ebenfalls im Suco Vemasse entspringt. Er folgt bald der Südgrenze zwischen dem Suco Vemasse und dem Suco Uaigae und mündet schließlich in den Fluss Vemasse. Der Vemasse durchquert nun Uaigae, bis der Robohicdi in ihn mündet. Der Robohicdi entsteht aus dem nördlichen Grenzfluss zwischen Uaigae und Vemasse, dem Naniale und dem in Uaigae entspringenden Metaannido. Nun durchquert der Fluss Vemasse den Nordteil des Sucos Vemasse, vorbei an den Orten Raha, Vemasse und Oralan, bis er schließlich in die Straße von Wetar mündet. Zwischen Raha und dem Ort Vemasse überquert die nördliche Küstenstraße, eine der wichtigsten Verkehrswege des Landes, den Fluss.